# Guaiquinimia longipes
Guaiquinimia longipes is een hooiwagen uit de familie Guasiniidae.